# Liste der Biografien/Schli
Liste der Biografien |
Portal Biografien |
Personensuche
# |
A |
B |
C |
D |
E |
F |
G |
H |
I |
J |
K |
L |
M |
N |
O |
P |
Q |
R |
S |
T |
U |
V |
W |
X |
Y |
Z |
?
 
Sa |
Sb |
Sc |
Sd |
Se |
Sf |
Sg |
Sh |
Si |
Sj |
Sk |
Sl |
Sm |
Sn |
So |
Sp |
Sq |
Sr |
Ss |
St |
Su |
Sv |
Sw |
Sy |
Sz
 
Sca–Sce |
Sch |
Sci–Scz
 
Scha |
Schc |
Schd |
Sche |
Schg |
Schi |
Schj |
Schk |
Schl |
Schm |
Schn |
Scho |
Schp |
Schr |
Schs |
Scht |
Schu |
Schv |
Schw |
Schy
 
Schla |
Schle |
Schli |
Schlj |
Schlo |
Schlu |
Schly
Die Liste der Biografien führt alle Personen auf, die in der deutschsprachigen Wikipedia einen Artikel haben. Dieses ist eine Teilliste mit 447 Einträgen von Personen, deren Namen mit den Buchstaben „Schli“ beginnt.

## Schli

### Schlia
- Schliack, Amos (* 1951), deutscher Fotograf und FotojournalistAmos Schliack (* 1951)

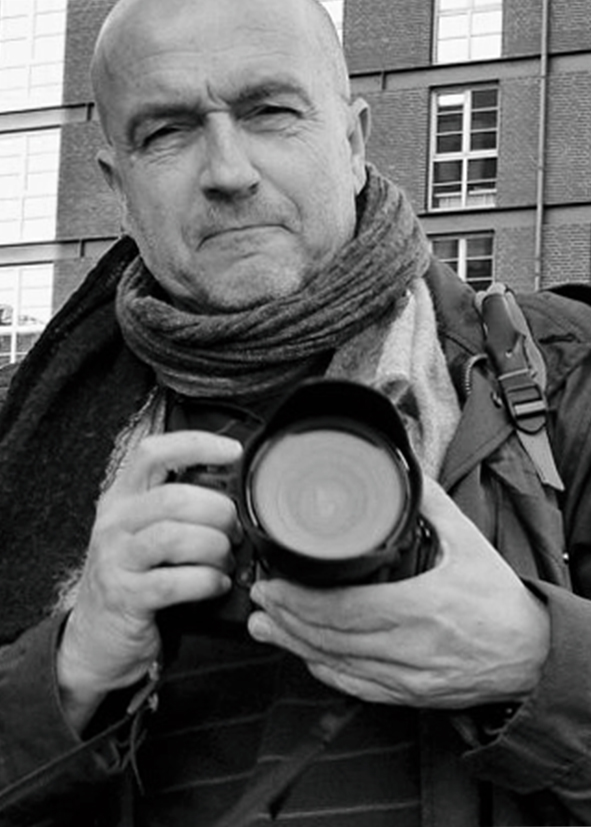
Amos Schliack (* 1951)

- Schliack, Hans (1919–2008), deutscher Arzt und Hochschullehrer
- Schliack, Volker (1921–2020), deutscher Arzt und Hochschullehrer

### Schlic
- Schlich, Helmut (1935–2015), deutscher Bundesdirektor des deutschen Mieterbundes
- Schlich, William (1840–1925), deutsch-britischer Forstwissenschaftler und Hochschullehrer
- Schlichenmaier, Martin (* 1952), deutsch-luxemburger Mathematiker
- Schlicht, Adolph (1840–1910), Berliner Kommunalpolitiker
- Schlicht, Alfred (* 1955), deutscher Islamwissenschaftler, Orientalist und Diplomat
- Schlicht, Annika (* 1988), deutsche Opernsängerin (Mezzosopran)
- Schlicht, Burghard (* 1946), deutscher Filmemacher, Journalist und Autor
- Schlicht, Carl von (1833–1912), deutscher Landschafts- und Marinemaler der Düsseldorfer Schule
- Schlicht, Ekkehart (* 1945), deutscher Ökonom und Hochschullehrer
- Schlicht, Elisabeth (1914–1989), deutsche Prähistorikerin
- Schlicht, Georg (1891–1970), deutscher Politiker (WAV), Mitglied der Verfassunggebenden Landesversammlung in Bayern
- Schlicht, Götz (1908–2006), deutscher Agent der DDR-Staatssicherheit
- Schlicht, Günter (* 1923), deutscher Architekt und Politiker (SRP), MdBB
- Schlicht, Günther (1901–1962), deutscher Industriemanager
- Schlicht, Josef (1832–1917), deutscher Volkskundler und Heimatforscher
- Schlicht, Ludolf Ernst (1714–1769), Theologe und Bischof der Evangelischen Brüder-Unität
- Schlicht, Matthias (* 1967), deutscher Sprinter
- Schlicht, Max (1870–1945), deutscher Konteradmiral der Kaiserlichen Marine
- Schlicht, Michael (* 1993), deutscher Fußballspieler
- Schlicht, Sven (* 1991), deutscher Eishockeyspieler
- Schlicht, Svenja (* 1967), deutsche Schwimmerin
- Schlicht, Ursel (* 1962), deutsche Pianistin und Jazzforscherin
- Schlicht, Wolfgang (* 1952), deutscher Sportwissenschaftler und Hochschullehrer
- Schlichte, Klaus (* 1963), deutscher Politikwissenschaftler
- Schlichtegroll, Carl Felix von (1862–1946), deutscher Schriftsteller und Illustrator
- Schlichtegroll, Friedrich von (1765–1822), deutscher Philologe, Numismatiker, Archäologe und erster Biograph von Mozart
- Schlichtegroll, Nathanael von (1794–1859), deutscher Jurist und Autor
- Schlichten, Andreas Alexander von (1728–1792), preußischer Generalmajor, Führer eines Freikorps
- Schlichten, Karl Anton Xaver Thaddäus von (1764–1841), preußischer Generalmajor
- Schlichten, Wilhelm von (1796–1876), preußischer Generalmajor
- Schlichter, Christian (1777–1828), nassauischer Politiker
- Schlichter, Christian (1828–1883), Erster Bürgermeister von Wiesbaden
- Schlichter, David (* 1995), deutscher Schauspieler
- Schlichter, Eberhard (1938–2005), deutscher Jurist und Oberlandeskirchenrat
- Schlichter, Elfriede Elisabeth (1902–1975), deutsche Schauspielerin und Autorin
- Schlichter, Hedwig (1898–1984), österreichische Schauspielerin, Regisseurin, Theaterleiterin und Schauspiellehrerin
- Schlichter, Jörg (* 1983), deutscher Tischtennisspieler
- Schlichter, Josef (1879–1952), deutscher Politiker und Oberbürgermeister
- Schlichter, Mark (* 1962), deutscher Regisseur
- Schlichter, Markus (* 1988), deutscher Tischtennisspieler
- Schlichter, Maximilian (* 1988), deutscher Rockmusiker
- Schlichter, Otto (1930–2011), deutscher Jurist und Vizepräsident des Bundesverwaltungsgerichts
- Schlichter, Rudolf (1890–1955), deutscher Künstler
- Schlichthaber, Wolfgang (* 1943), deutscher Fußballtorhüter
- Schlichtherle, Helmut (* 1950), deutscher Unterwasserarchäologe und Denkmalpfleger
- Schlichthorst, Hermann (1766–1820), deutscher Theologe, Pädagoge und Historiker
- Schlichthorst, Johann David (1800–1843), deutscher evangelischer Geistlicher
- Schlichthorst, Johann Gotthard (1723–1780), deutscher Theologe
- Schlichting, Almut (* 1977), deutsche Jazzmusikerin (Saxophon, Komposition)
- Schlichting, August Constantin von (1705–1779), preußischer Landrat
- Schlichting, Christoph (* 1995), deutscher Handballspieler
- Schlichting, Claire (1905–1978), deutsche Schauspielerin und KomikerinClaire Schlichting (1905–1978)

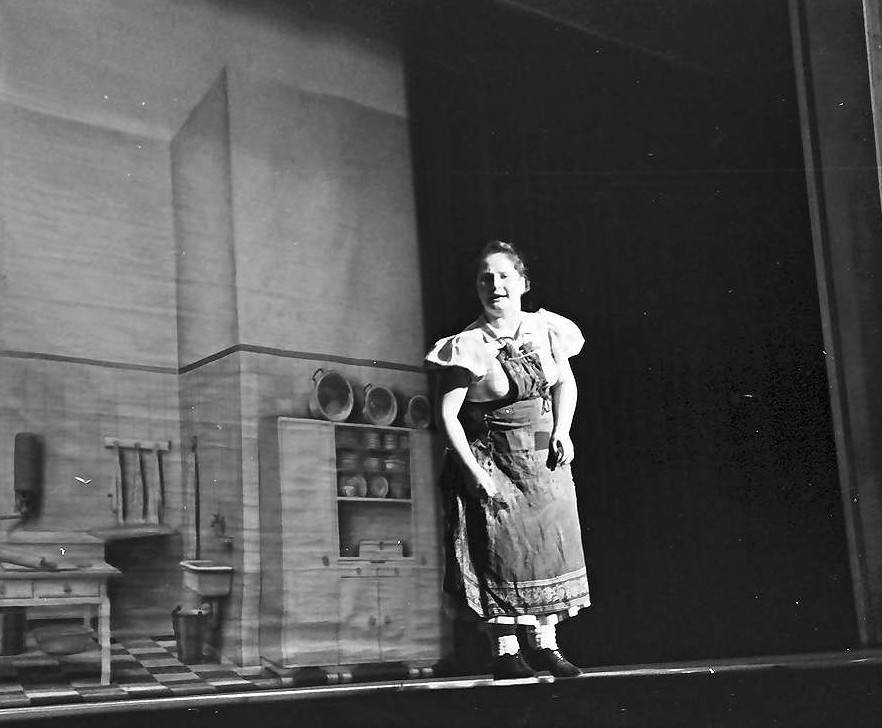
Claire Schlichting (1905–1978)

- Schlichting, Dirk (* 1965), deutscher Künstler
- Schlichting, Eduard von (1794–1874), preußischer General der Infanterie und Direktor der Kriegsakademie
- Schlichting, Emil Rohd (* 2004), dänischer Fußballspieler
- Schlichting, Ernst (1923–1988), deutscher Agrarwissenschaftler
- Schlichting, Ernst Hermann (1812–1890), deutsch-baltischer Porträtmaler, Genremaler und Landschaftsmaler sowie Lithograf
- Schlichting, Gerhard (* 1944), deutscher Jurist und ehemaliger Richter am Bundesgerichtshof
- Schlichting, Hans-Joachim (* 1946), deutscher Physiker und Hochschullehrer
- Schlichting, Hedwig von (1861–1924), deutsche Krankenschwester, Gründerin eines Schwesternvereins und Oberin eines Krankenhauses
- Schlichting, Hermann (1860–1931), deutscher Redakteur und Heimatschriftsteller
- Schlichting, Hermann (1907–1982), deutscher Ingenieur, Professor für Flugmechanik und Strömungstechnik
- Schlichting, Ilme (* 1960), deutsche Biophysikerin
- Schlichting, Jens (* 1966), deutscher Pianist, Pädagoge, Komponist, Veranstalter und Verleger
- Schlichting, Johann Balthasar von (1745–1809), preußischer Landrat
- Schlichting, Jonas (1592–1661), polnischer Theologe
- Schlichting, Josefine (* 2003), deutsche Fußballspielerin
- Schlichting, Julius (1835–1894), deutscher Wasserbauingenieur und Hochschullehrer
- Schlichting, Jutta (1927–1997), deutsche Grafikerin
- Schlichting, Kurt Fürchtegott Georg von (1751–1823), königlich preußischer Generalmajor
- Schlichting, Lars (* 1982), deutscher Fußballspieler
- Schlichting, Magnus (1850–1919), Flensburger Architekt
- Schlichting, Marcus (1804–1875), deutscher Lehrer und Politiker
- Schlichting, Max (1866–1937), deutscher Maler
- Schlichting, Max Anton (1907–1945), Opfer der NS-Justiz
- Schlichting, Samuel von (1682–1751), preußischer Generalleutnant, zuletzt Chef des Infanterie-Regiments Nr. 2
- Schlichting, Sandra (* 1972), deutsche Malerin
- Schlichting, Siegmund (1853–1924), deutscher Komponist
- Schlichting, Sigismund von (1829–1909), preußischer General der Infanterie sowie Militärhistoriker
- Schlichting, Susanne (* 1939), deutsche Juristin, Richterin und Gerichtspräsidentin
- Schlichting, Theodorus, Bildhauer
- Schlichting, Waldemar (1896–1970), deutscher Marinemaler
- Schlichting, Werner (1904–1996), deutscher Szenenbildner
- Schlichting-Carlsen, Carl (1852–1903), dänischer Maler
- Schlichting-von Rönn, Günter (1914–1976), deutscher Politiker (CDU), MdB
- Schlichtinger, Friedl (1911–1965), deutsche Politikerin (SPD)
- Schlichtinger, Rudolf (1915–1994), deutscher Politiker (SPD), MdL, Oberbürgermeister von Regensburg
- Schlichtinger, Wolfgang (1745–1830), österreichischer katholischer Geistlicher
- Schlichtkrull, Aline von (1832–1863), deutsche Schriftstellerin und Musikerin
- Schlichtkrull, Christian Nicolaus (1736–1793), deutscher Jurist und Hochschullehrer
- Schlichtkrull, Heinrich (1560–1625), gräflich-mansfeldischer Kanzler
- Schlichtkrull, Signe (* 1969), dänische Journalistin und Schriftstellerin
- Schlichtmann, Rainer (* 1953), deutscher Verwaltungsbeamter und Kommunalpolitiker
- Schlick, Albert (1866–1939), sächsischer Oberst, Träger des Kommandeurkreuz II. Klasse des Militär-St.-Heinrichs-Ordens und in Abwesenheit verurteilter Kriegsverbrecher
- Schlick, Andreas (1944–1972), österreichischer Bergsteiger
- Schlick, Arnolt, deutscher Komponist, Organist und Orgelsachverständiger
- Schlick, Barbara (* 1943), deutsche Sängerin (Sopran) und Gesangspädagogin
- Schlick, Bernhard (1841–1909), deutscher Rittergutsbesitzer und Politiker, MdR
- Schlick, Carl (1809–1874), deutscher Rittergutsbesitzer, Verwaltungsjurist und Abgeordneter in Preußen
- Schlick, Christopher (1967–2016), deutscher Arbeitswissenschaftler
- Schlick, Elise von (1792–1855), österreichische Komponistin, Dichterin und Salonière
- Schlick, Ernst Otto (1840–1913), deutscher Schiffbauingenieur und Unternehmer
- Schlick, Frédéric (1935–2006), französischer Akkordeonist des Gypsy-Jazz
- Schlick, Georg (1830–1900), deutscher Jurist und Politiker, MdL
- Schlick, Gustav (1804–1869), deutscher Bildnismaler, Genremaler, Illustrator, Lithograf
- Schlick, Hans-Carl von (1874–1957), deutscher Kapitän zur See der Kaiserlichen Marine
- Schlick, Heinrich II., Fürstbischof von Freising (1443–1448)
- Schlick, Hieronymus († 1612), brandenburgischer Hofrat
- Schlick, Ignatius (1820–1868), ungarischer Industrieller
- Schlick, Joachim Andreas von (1569–1621), Führer der protestantischen Stände in Böhmen
- Schlick, Johann Albin (1579–1640), böhmischer Standesherr und Anhänger des Winterkönigs Friedrich V. von der Pfalz
- Schlick, Johann Hubert (1830–1896), deutscher Gutsbesitzer und Politiker
- Schlick, Jörg (1951–2005), österreichischer Konzeptkünstler, Autor, Maler, Kurator und Musiker
- Schlick, Josef (1895–1977), deutscher Unternehmer und Politiker (CDU), MdL, MdB
- Schlick, Kaspar (1396–1449), Reichsgraf und Kanzler des Heiligen Römischen Reiches Deutscher Nation
- Schlick, Lorenz († 1583), böhmischer Adliger, königlicher Rat und Hauptmann der Prager Altstadt
- Schlick, Mathäus († 1487), Reichsgraf zu Passaun, Graf zu Weißkirchen
- Schlick, Moritz (1882–1936), deutscher Physiker und PhilosophMoritz Schlick (1882–1936)

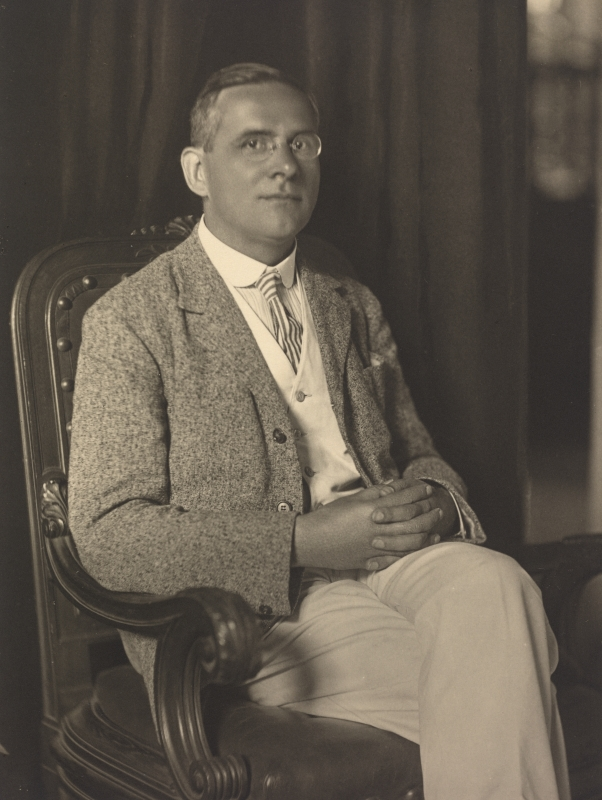
Moritz Schlick (1882–1936)

- Schlick, Paul (1841–1923), deutscher Rittergutsbesitzer und Politiker, MdL
- Schlick, Rudolf (1903–1988), deutscher Architekt und Baubeamter
- Schlick, Stefan (1487–1526), böhmischer Adliger und Montanunternehmer
- Schlick, Tamar (* 1961), US-amerikanische angewandte Mathematikerin
- Schlick, Walter (1904–1944), deutscher Maler und Filmarchitekt
- Schlick, Wolfgang (* 1950), deutscher Jurist, Vizepräsident des Bundesgerichtshofs
- Schlickau, Michael (* 1969), deutscher Radrennfahrer
- Schlicke, Alexander (1863–1940), deutscher Politiker (SPD), MdR
- Schlicke, Björn (* 1981), deutscher Fußballspieler
- Schlicke, Christian (1937–2023), deutscher Kirchenmusiker und Organist
- Schlicke, Volker (* 1961), deutscher Fußballspieler
- Schlickel, Ferdinand (1924–2013), deutscher Journalist, Historiker und Autor
- Schlickenrieder, Josef (* 1958), deutscher Eishockeyspieler
- Schlickenrieder, Peter (* 1970), deutscher SkilangläuferPeter Schlickenrieder (* 1970)

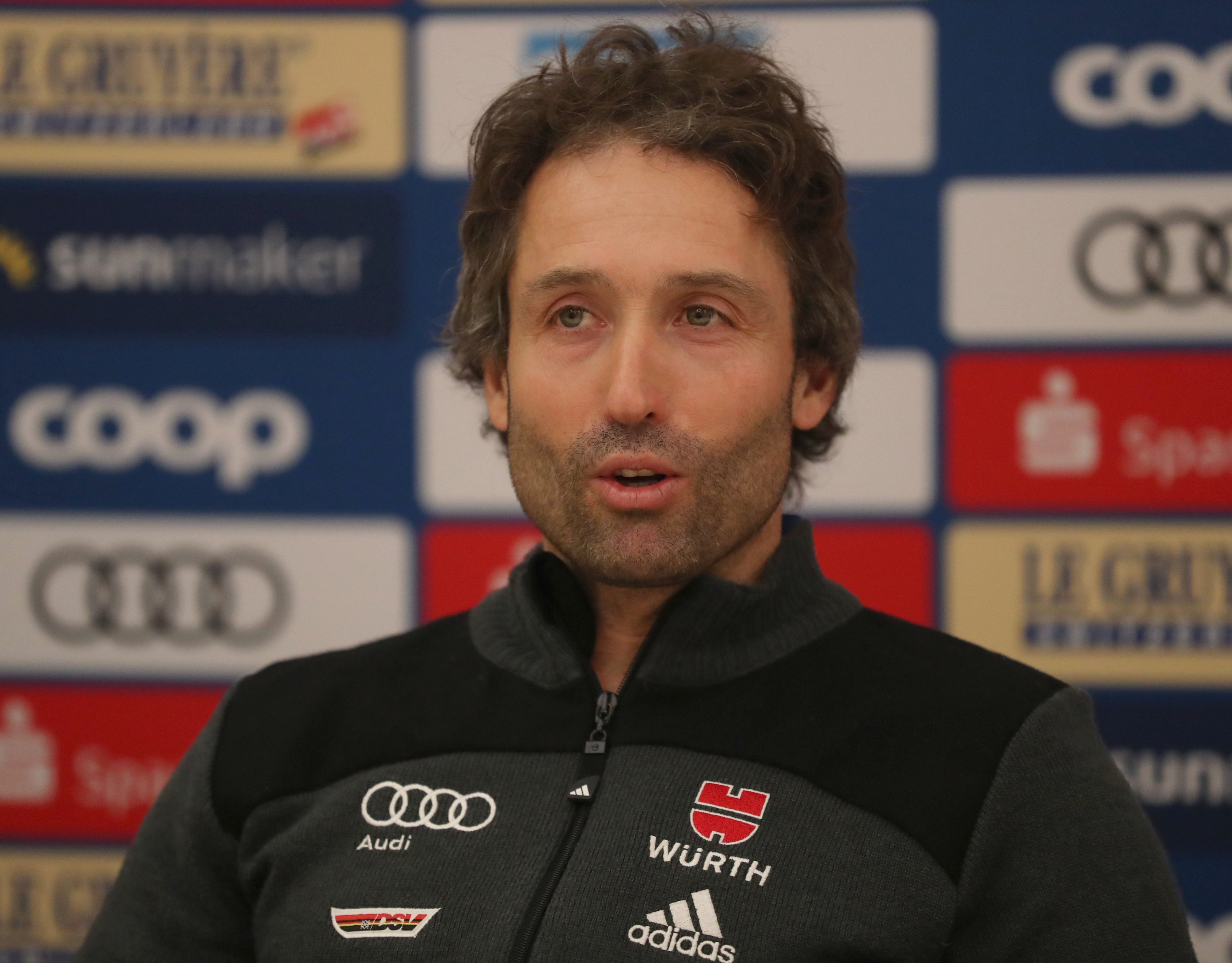
Peter Schlickenrieder (* 1970)

- Schlicker, Benedikt († 1591), deutscher Kaufmann und Ratsherr der Hansestadt Lübeck
- Schlicker, Eberhard (* 1952), deutscher Pharmakologe
- Schlicker, Hans-Hermann (1928–2020), deutscher Grafiker, Maler und Buchillustrator
- Schlicker, Klaus (* 1967), evangelisch-lutherischer Pfarrer und Dekan
- Schlicker, Peter (1909–1945), deutscher römisch-katholischer Priester und Verfolgter des NS-Regimes
- Schlickers, Sabine (* 1964), deutsche Romanistin
- Schlickewei, Hans Peter (* 1947), deutscher Mathematiker
- Schlickeysen, Carl (1824–1909), deutscher Erfinder und Unternehmer
- Schlicklin, Albert (1857–1932), französischer katholischer Priester
- Schlickmann, Vito (1928–2023), brasilianischer römisch-katholischer Geistlicher und Weihbischof in Florianópolis
- Schlicksupp, Helmut (1943–2010), deutscher Kreativitätsforscher
- Schlickum, Carl (1808–1869), deutsch-US-amerikanischer Kunstmaler
- Schlickum, Michael (* 1971), deutscher Radrennfahrer
- Schlickum, W. Richard (1906–1979), deutscher Jurist und Malakologe

### Schlid
- Schlidt, Rudolf (1914–2012), deutsch-amerikanischer Ingenieur und Raumfahrtpionier

### Schlie
- Schlie, Friedrich (1839–1902), deutscher Archäologe und Kunsthistoriker
- Schlie, Heike (* 1964), deutsche Kunsthistorikerin
- Schlie, Klaus (* 1954), deutscher Politiker (CDU), MdL
- Schlie, Tania (* 1961), deutsche Schriftstellerin, Journalistin und Lektorin
- Schlie, Ulrich (* 1965), deutscher HistorikerUlrich Schlie (* 1965)

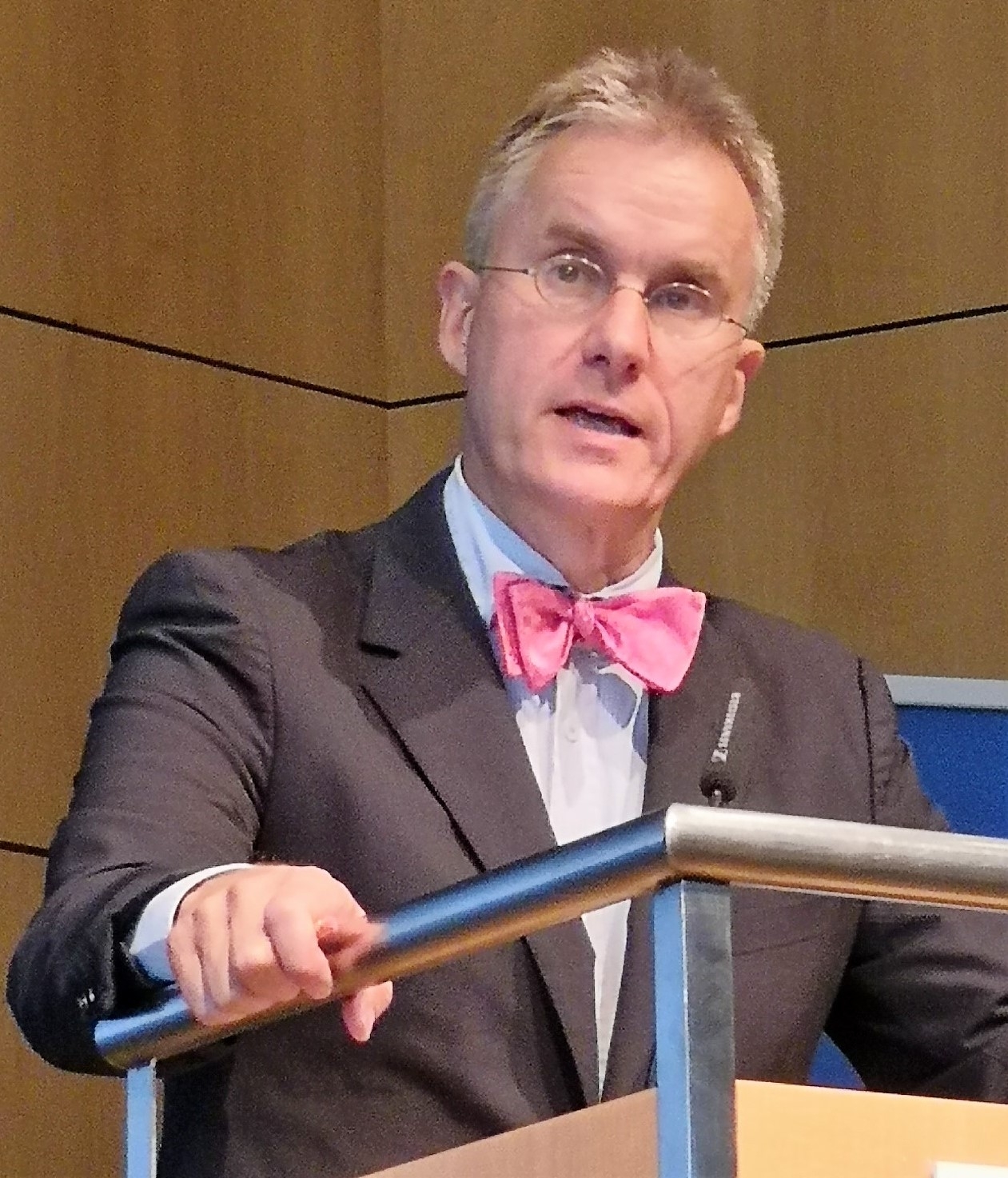
Ulrich Schlie (* 1965)

- Schliebe, Volker (1940–2024), deutscher Arzt und ehemaliger Politiker (NDPD), MdV
- Schliebe-Lippert, Elisabeth (1898–1993), deutsche Psychologin, Kinder- und Jugendliteraturforscherin sowie Ministerialrätin
- Schlieben, Adam Georg von (1629–1708), Kommendator der Kommende Lietzen und Ordenssenior der Johanniterballei Brandenburg
- Schlieben, Adam von (1552–1628), brandenburgischer Geheimer Rat
- Schlieben, Albrecht Ernst von (1681–1753), preußischer Staatsminister
- Schlieben, Balthasar von, Propst in Lebus und Magdeburg
- Schlieben, Barbara (* 1973), deutsche Historikerin
- Schlieben, Christian Dietrich von († 1680), Besitzer von Vetschau und weiterer Dörfer in der Niederlausitz
- Schlieben, Christian Dietrich von, Besitzer von Vetschau und weiteren Dörfern in der Niederlausitz
- Schlieben, Egon von (1852–1933), sächsischer Generalleutnant
- Schlieben, Eleonore von (1720–1755), Hofdame der preußischen Königin Elisabeth Christine
- Schlieben, Erdmann von († 1686), Gerichtsassessor und Besitzer von Stradow und Neuhausen in der Niederlausitz
- Schlieben, Eustachius von († 1568), kurfürstlicher Rat in Brandenburg und Herr von Zossen und Vetschau
- Schlieben, Friederike von (1757–1827), Ehefrau des Herzogs Friedrich Karl von Schleswig-Holstein-Sonderburg-Beck
- Schlieben, Friedrich Karl von (1716–1791), preußischer Generalleutnant, Chef des Infanterieregiments Nr. 22, Amtshauptmann von Krossen und Landdrost von Rees und Isselburg
- Schlieben, Georg Christoph von (1676–1748), preußischer Staatsminister
- Schlieben, Georg von, Söldnerführer in Preußen und Eigentümer umfangreicher Besitzungen
- Schlieben, Georg von († 1521), deutscher Amtmann, Verweser und Hauptmann
- Schlieben, Georg von (1843–1906), sächsischer Generalleutnant, Militärbevollmächtigter in Berlin und Bevollmächtigter zum Bundesrat
- Schlieben, Gertrud von (1873–1939), deutsche Schriftstellerin
- Schlieben, Hans von, Landeshauptmann der Niederlausitz
- Schlieben, Hans-Joachim (1902–1975), deutscher Botaniker
- Schlieben, Joachim Friedrich von († 1697), Landsyndikus und Konsistorialrat der Niederlausitz
- Schlieben, Johann Ernst von (1586–1620), kurbrandenburgischer Staatsmann
- Schlieben, Johann Friedrich von (1630–1696), kurbrandenburger Generalmajor und Amtshauptmann von Tilsit
- Schlieben, Karl-Wilhelm von (1894–1964), deutscher Generalleutnant im Zweiten Weltkrieg
- Schlieben, Leopold von (1723–1788), preußischer Etatsminister
- Schlieben, Liborius von († 1486), kurfürstlicher Rat in Brandenburg und Bischof von Lebus
- Schlieben, Ludwig von (1875–1957), deutscher Maler
- Schlieben, Otto von (1875–1932), deutscher Jurist, Verwaltungsbeamter und Politiker (DkP, DNVP)
- Schlieben, Richard von (1848–1908), sächsischer Kultusminister und Amtshauptmann
- Schlieben, Wilhelm Ernst August von (1781–1839), deutscher Statistiker und Kartograph
- Schlieben, Wilhelmine Luise Elisabeth von (1765–1852), deutsche Lyrikerin
- Schlieben-Lange, Brigitte (1943–2000), deutsche Romanistin und Linguistin
- Schliebener, Hans (1921–2013), deutscher Radrennfahrer
- Schliebenow, Bruno (1909–1966), deutscher Gehörlosenfunktionär
- Schliebs, Arthur (1899–1952), deutscher Politiker (SED)
- Schlieck, Timo (* 2006), deutscher Fußballspieler
- Schlieckau, Frauke (* 1978), deutsche Fernsehjournalistin, Autorin und Regisseurin von Fernsehdokumentationen
- Schliecker, August Eduard (1833–1911), deutscher Landschaftsmaler, Architekturmaler und Vedutenmaler der Düsseldorfer und Münchner Schule
- Schlieckmann, Albrecht von (1835–1891), deutscher Verwaltungsjurist und Politiker, MdR
- Schlieckmann, Heinrich von (1800–1869), Jurist und Kronsyndikus
- Schlieder, Frederick William (1873–1953), US-amerikanischer Organist und Musikpädagoge
- Schlieder, Jens-Uwe (* 1959), deutscher Fußballspieler (DDR)
- Schlieder, Wolfgang (1926–2021), deutscher Papierhistoriker
- Schliederer von Lachen, Caspar († 1585), adeliger Domherr, später Kartäuserprovinzial
- Schliedermann, Marcel (* 1991), deutscher Handballspieler
- Schlief, Hans († 1466), Bürgermeister von Kolberg
- Schlief, Heinrich (1894–1971), Künstler des westfälischen Expressionismus
- Schlief, Wolfgang (1949–2018), deutscher Fußballspieler
- Schlieffen, Adolph von (1841–1916), deutscher Verwaltungsbeamter und Rittergutsbesitzer
- Schlieffen, Alfred von (1833–1913), preußischer Generalfeldmarschall, Chef des Generalstabes und Autor des Schlieffen-PlanesAlfred von Schlieffen (1833–1913)

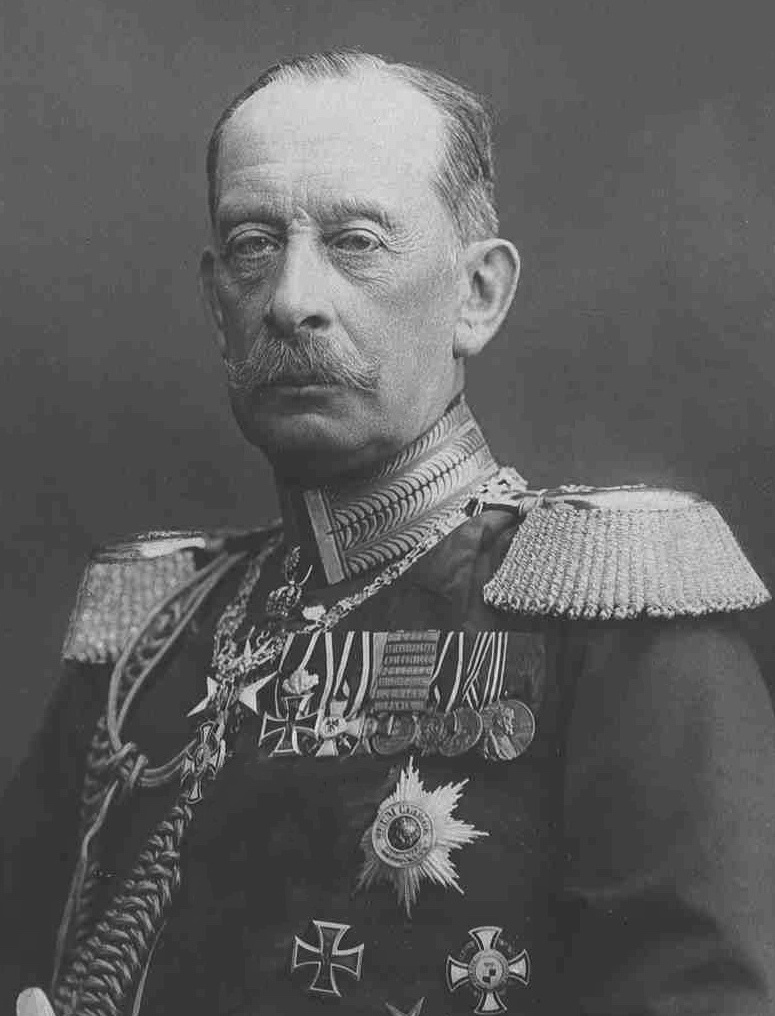
Alfred von Schlieffen (1833–1913)

- Schlieffen, Anton von (1576–1650), Offizier in kaiserlichen und schwedischen Diensten
- Schlieffen, Arthur von (1844–1914), preußischer Generalleutnant
- Schlieffen, Friedrich Magnus von (1796–1864), deutscher Offizier, Gutsbesitzer und Politiker, MdL Preußen
- Schlieffen, Heinrich Wilhelm von (1756–1842), preußischer Generalleutnant, Direktor der Invalidenversorgung
- Schlieffen, Karl von (1792–1866), preußischer Generalleutnant
- Schlieffen, Karl von (1860–1946), deutscher Verwaltungsbeamter, Rittergutsbesitzer und Politiker
- Schlieffen, Katharina Gräfin von (* 1956), deutsche Rechtswissenschaftlerin und Hochschullehrerin
- Schlieffen, Leo von (1802–1874), deutscher Rittergutsbesitzer und Mitglied des Preußischen Herrenhauses
- Schlieffen, Margot von (1921–2014), deutsche Filmeditorin
- Schlieffen, Martin Ernst von (1732–1825), deutscher General, Politiker, Schriftsteller und Gartenarchitekt
- Schlieffen, Otto von (1821–1897), deutscher Majoratsherr und Politiker, MdR
- Schlieffen, Wilhelm von (1829–1902), deutscher Majoratsherr, Forschungsreisender und Politiker, MdR
- Schliefsteiner, Herbert (1925–2009), österreichischer Tiermaler, Ornithologe und Museumsgründer
- Schliehe, Ferdinand (* 1939), deutscher Sozial- und Gesundheitswissenschaftler
- Schlieker, Hans-Jürgen (1924–2004), deutscher Maler
- Schlieker, Heidrun (* 1943), deutsche Lehrerin, Malerin, Illustratorin und niederdeutsche Autorin
- Schlieker, Laurentius (* 1951), deutscher Ordensgeistlicher, Benediktiner, Abt von Gerleve
- Schlieker, Reinhard (* 1957), deutscher Fernsehjournalist und Moderator
- Schlieker, Willy (1914–1980), deutscher Unternehmer
- Schliemann, Adolph (1817–1872), Reichsoberhandelsgerichtsrat, deutscher Jurist, Theologe und Schachexperte
- Schliemann, Agamemnon (1878–1954), griechischer Politiker und Diplomat, Sohn von Heinrich SchliemannAgamemnon Schliemann (1878–1954)

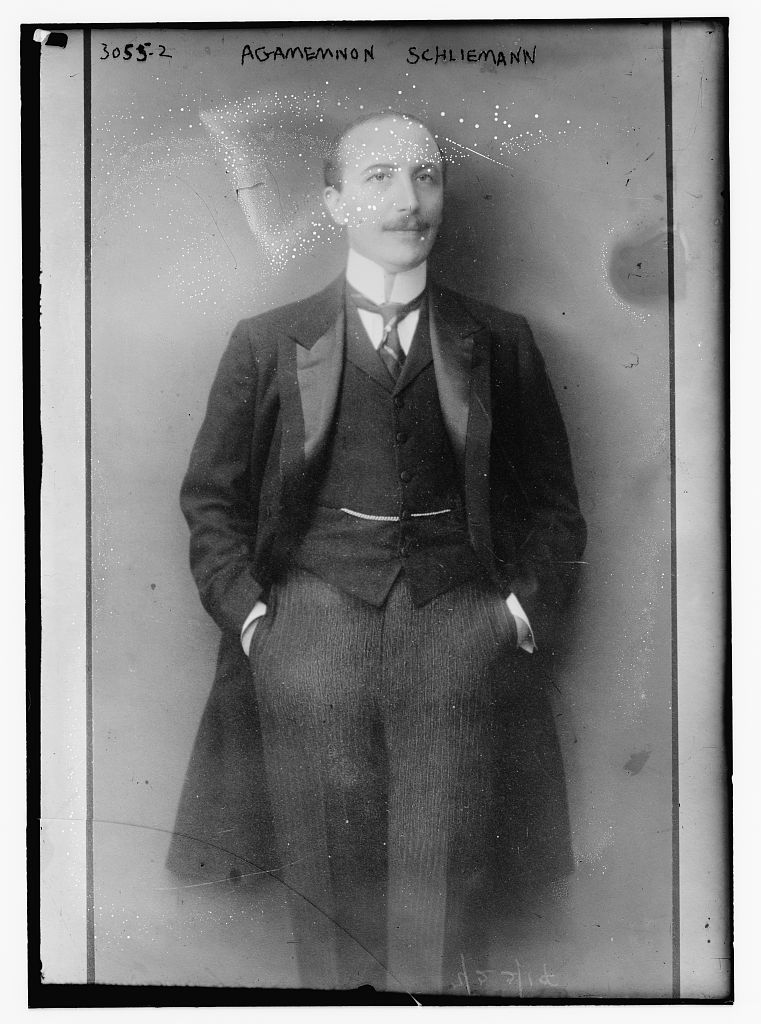
Agamemnon Schliemann (1878–1954)

- Schliemann, Christian (* 1962), deutscher Hockeyspieler
- Schliemann, Gustav (1841–1873), deutscher Schauspieler
- Schliemann, Harald (* 1936), deutscher Zoologe und Museumsleiter
- Schliemann, Harald (* 1944), deutscher Jurist und Politiker (CDU)
- Schliemann, Heinrich (1822–1890), deutscher ArchäologeHeinrich Schliemann (1822–1890)

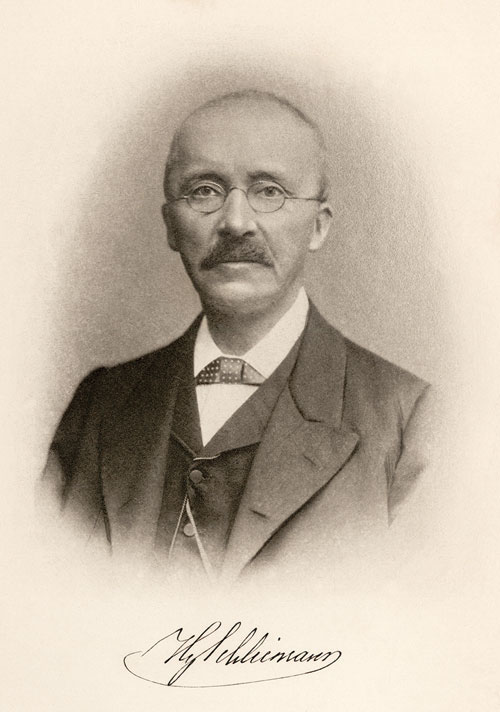
Heinrich Schliemann (1822–1890)

- Schliemann, Jens-Peter (* 1968), deutscher Spieleautor
- Schliemann, Sophia (1852–1932), Ehefrau des Troja-Entdeckers Heinrich Schliemann
- Schlien, Michel (* 1992), deutscher Volleyball- und Beachvolleyballspieler
- Schlienger, Niklaus (* 1950), Schweizer Drehbuchautor und Produzent
- Schlienkamp, Gustav (1847–1913), preußischer Generalleutnant
- Schlienz, Christoph Friedrich (1803–1868), deutscher Missionar
- Schlienz, Robert (1924–1995), deutscher Fußballspieler
- Schlienz, Walter (1896–1977), deutscher Biologe
- Schliep, Martin (1891–1964), deutscher Diplomat
- Schliepack, Edda (* 1940), deutsche Politikerin (CDU), MdL
- Schliepe, Ernst Heinrich (1893–1961), deutscher Komponist
- Schlieper, Adolf junior (1865–1945), deutscher Industrieller und Chemiker
- Schlieper, Adolf senior (1825–1887), deutscher Chemiker und Industrieller
- Schlieper, Carl (1903–1989), deutscher Zoologe
- Schlieper, Ernst Joachim (1912–1965), deutscher Schauspieler, Regisseur und Hörspielsprecher
- Schlieper, Franz (1905–1974), deutscher General
- Schlieper, Fritz (1892–1977), deutscher Offizier, zuletzt Generalleutnant im Zweiten Weltkrieg
- Schlieper, Gustav (1837–1899), deutscher Industrieller
- Schlieper, Heinrich (1826–1905), deutscher Unternehmer und Politiker (NLP), MdR
- Schlieper, Johann Abraham (1710–1774), Bürgermeister von Elberfeld
- Schlieper, Paul (1864–1950), deutscher Konteradmiral der Kaiserlichen Marine und Autor
- Schliephacke, Fridtjof (1930–1991), deutscher Architekt, Designer und Hochschullehrer
- Schliephacke, Konrad (1879–1940), deutscher Politiker (NSFP), MdR
- Schliephacke, Walter (1877–1955), deutscher Maler der Romantik
- Schliephake, Erwin (1894–1995), deutscher Mediziner
- Schliephake, Frank (* 1938), deutscher Ingenieur und Politiker (SED)
- Schliephake, Gert (1925–2007), deutscher Zoologe und Hochschullehrer
- Schliephake, Henning (* 1960), deutscher Facharzt für Allgemeine Chirurgie und Facharzt für Mund-Kiefer-Gesichtschirurgie
- Schliephake, Karl (1863–1944), deutscher Kreisrat
- Schliephake, Konrad (* 1944), deutscher Geograph
- Schliephake, Theodor (1808–1871), Philosoph, Geschichtsschreiber und Hochschullehrer.
- Schliephake-Burchardt, Bettina (* 1971), deutsche Konditorin, Buchautorin und Fernsehjurorin
- Schliepmann, Hans (1855–1929), deutscher Schriftsteller und Architekt
- Schlieps, Marie (1881–1919), kurländische Lehrerin und Diakonisse, evangelische Märtyrerin
- Schliepstein, Gerhard (1886–1963), deutscher Bildhauer und Designer
- Schlier, Ado (* 1935), deutscher Moderator, Musikjournalist und künstlerischer Leiter diverser Festivals
- Schlier, Heinrich (1900–1978), deutscher, zunächst evangelisch-lutherischer, dann katholischer Theologe
- Schlier, Paula (1899–1977), deutsche Schriftstellerin und Journalistin
- Schlierbach, Helmut (1913–2005), deutscher Regierungsrat, SS-Sturmbannführer und Gestapo-Chef von Straßburg
- Schlierenzauer, Gregor (* 1990), österreichischer SkispringerGregor Schlierenzauer (* 1990)

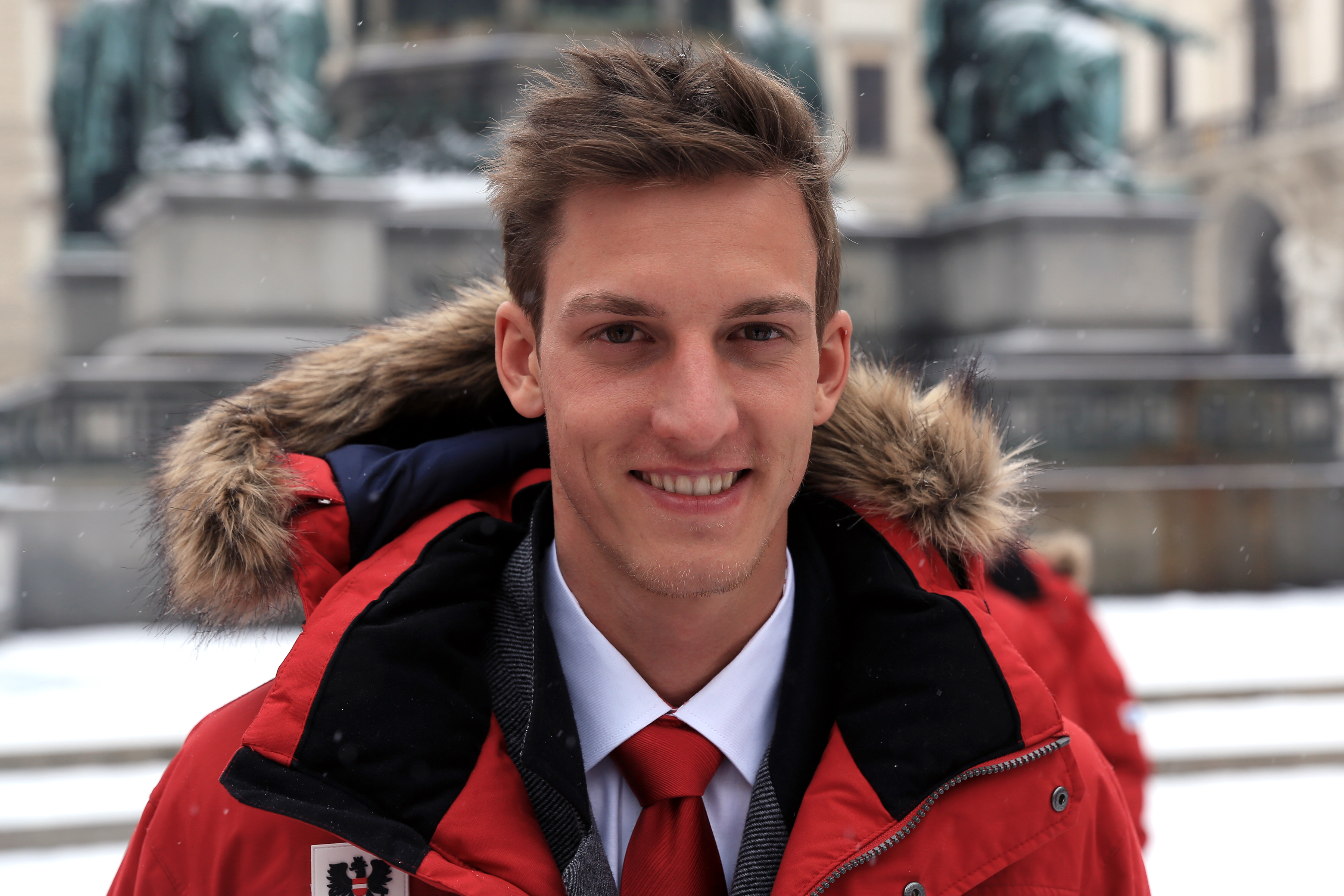
Gregor Schlierenzauer (* 1990)

- Schlierer, Horst-Werner (* 1960), deutscher Fußballspieler
- Schlierer, Rolf (* 1955), deutscher Politiker (REP), MdL, seit 1994 Bundesvorsitzender
- Schlierf, Holger (* 1954), deutscher Politiker
- Schlierf, Karl (1902–1990), deutscher Lithograf, Grafiker und Maler
- Schlierf, Michael (* 1965), deutscher Pianist, Komponist, Arrangeur und Musikproduzent
- Schlierf, Werner (1936–2007), deutscher Schriftsteller
- Schlierholz, Josef (1817–1907), deutscher Architekt
- Schlierkamp, Bastian (* 1983), deutscher Handballspieler
- Schlierkamp, Günter (* 1970), deutscher Bodybuilder
- Schlierkamp, Martin (* 1972), deutscher Designer, Comiczeichner und Illustrator
- Schliesing, David (* 1983), deutscher Regisseur und Dramaturg
- Schliesing, Helmut (* 1953), deutscher Politiker (SPD)
- Schliesing, Jannik (* 1989), deutscher Fußballspieler
- Schliesing, Jannis (* 1992), deutscher Fußballspieler
- Schliesky, Utz (* 1966), deutscher Rechtswissenschaftler und Ministerialbeamter
- Schließer, Benjamin (* 1977), deutscher evangelischer Theologe
- Schließer, Liselotte (1918–2004), deutsche Heimatforscherin und Archivarin
- Schließer, Peter (* 1939), deutscher Sportfunktionär und Basketballschiedsrichter
- Schliesser, Roman (1931–2015), österreichischer Gesellschaftsjournalist und Kolumnist
- Schließer, Theodor (1922–2012), deutscher Veterinärmediziner
- Schliessler, Martin (1929–2008), deutscher Abenteurer, Filmemacher und Künstler
- Schließler, Otto (1885–1964), deutscher Bildhauer
- Schliessler, Tobias A. (* 1958), deutscher Kameramann
- Schliessmann, Burkard, deutscher klassischer Konzertpianist
- Schließmann, Christoph Philipp (* 1958), deutscher Wirtschaftsanwalt und Wirtschaftswissenschaftler
- Schließmann, Hans (1852–1920), österreichischer Zeichner und Karikaturist
- Schliestedt, Alfred (1921–1963), deutscher Pädagoge und Politiker (SPD), MdB
- Schliestedt, Heinrich (1883–1938), deutscher Politiker (SPD), Gewerkschaftsfunktionär, Widerstandskämpfer
- Schlieter, Jens (* 1966), deutscher Religionswissenschaftler
- Schlieter, Thomas (* 1981), deutscher Fußballspieler
- Schliewe, Karl-Peter (1929–2014), deutscher Architekt und Baubeamter
- Schliewen, Ernst (1867–1945), deutscher Reichsgerichtsrat
- Schliewitz, Christoph Rudolf von (1670–1732), preußischer Generalmajor, Chef des Infanterie-Regiments Nr. 9, Kommandeur von Hamm, Erbherr auf Mitteldorf und Kattern

### Schlif
- Schlifni, Ignaz (1924–2012), österreichischer Phytotherapeut, Kräutergelehrter und Sachbuchautor

### Schlik
- Schlik zu Bassano und Weißkirchen, Franz (1789–1862), österreichischer General
- Schlik zu Bassano und Weißkirchen, Leopold (1663–1723), österreichischer Diplomat
- Schlik, Heinrich zu Bassano und Weißkirchen (1580–1650), österreichischer Feldmarschall und Hofkriegsratspräsident

### Schlim
- Schlimarski, Heinrich Hans (1859–1913), österreichischer Porträt-, Genre- und Historienmaler
- Schlimbach, Balthasar (1807–1896), Würzburger Orgelbauer
- Schlimbach, Guido (* 1966), deutscher römisch-katholischer Theologe, Liturgiewissenschaftler, Publizist und Kunstvermittler
- Schlimbach, Gustav (1818–1894), deutscher Orgelbauer
- Schlimbach, Johann Caspar (* 1777), Orgel- und Instrumentenbauer
- Schlimbach, Kaspar (1820–1903), fränkischer Orgelbauer des Biedermeier
- Schlimbach, Ludwig (1876–1949), deutscher Hochseesegler
- Schlimbach, Martin Joseph (1841–1914), deutscher Orgel- und Instrumentenbauer
- Schlimbach, Nivard (1747–1812), letzter Abt des Zisterzienserklosters Bildhausen
- Schlimé, Lucie (* 2003), luxemburgische Fußballspielerin
- Schlimm, Anette (* 1980), deutsche Historikerin
- Schlimm, Anke (* 1962), deutsche Diplomatin
- Schlimme, Hermann (1882–1955), deutscher Politiker (SPD, USPD, SED), MdV, Mitbegründer des FDGB
- Schlimme, Hermann (1969–2023), deutscher Architekturhistoriker
- Schlimme, Hermann junior (1921–1980), deutscher Wirtschaftsfunktionär, Generaldirektor der Deutrans
- Schlimme, Werner (1924–2010), deutscher Politiker (CDU) und Oberbürgermeister der Stadt Wolfsburg
- Schlimmer, Hans-Dieter (* 1954), deutscher Politiker (SPD)
- Schlimmer, Norman (* 1967), deutscher Autor, Lyriker, Musiker, Konzertveranstalter und Zeichner
- Schlimok, Günter (* 1949), deutscher Hämatologe und Onkologe und Professor
- Schlimp, Carl (1834–1901), deutsch-böhmischer Architekt
- Schlimper, Horst (1915–1990), deutscher Politiker (SED) uns Sportfunktionär
- Schlimpert, Gerhard (1930–1991), deutscher Namenforscher der Slawistik
- Schlimpert, Hans (1882–1914), deutscher Gynäkologe
- Schlimpert, Martin (1890–1944), deutscher Diplomat

### Schlin
- Schlinck, Julius (1875–1944), deutscher Industrieller
- Schlindow, Artjom (* 1981), usbekischer Straßenradrennfahrer
- Schlindwein, Dieter (* 1961), deutscher Fußballspieler und -trainer
- Schlindwein, Rolf (* 1974), deutscher Schachspieler
- Schlindwein, Simone (* 1980), deutsche Journalistin und Afrika-Korrespondentin
- Schlingemann, Edsard (1966–1990), niederländischer Schwimmer
- Schlingensief, Christoph (1960–2010), deutscher Film- und Theaterregisseur, Hörspielautor und AktionskünstlerChristoph Schlingensief (1960–2010)

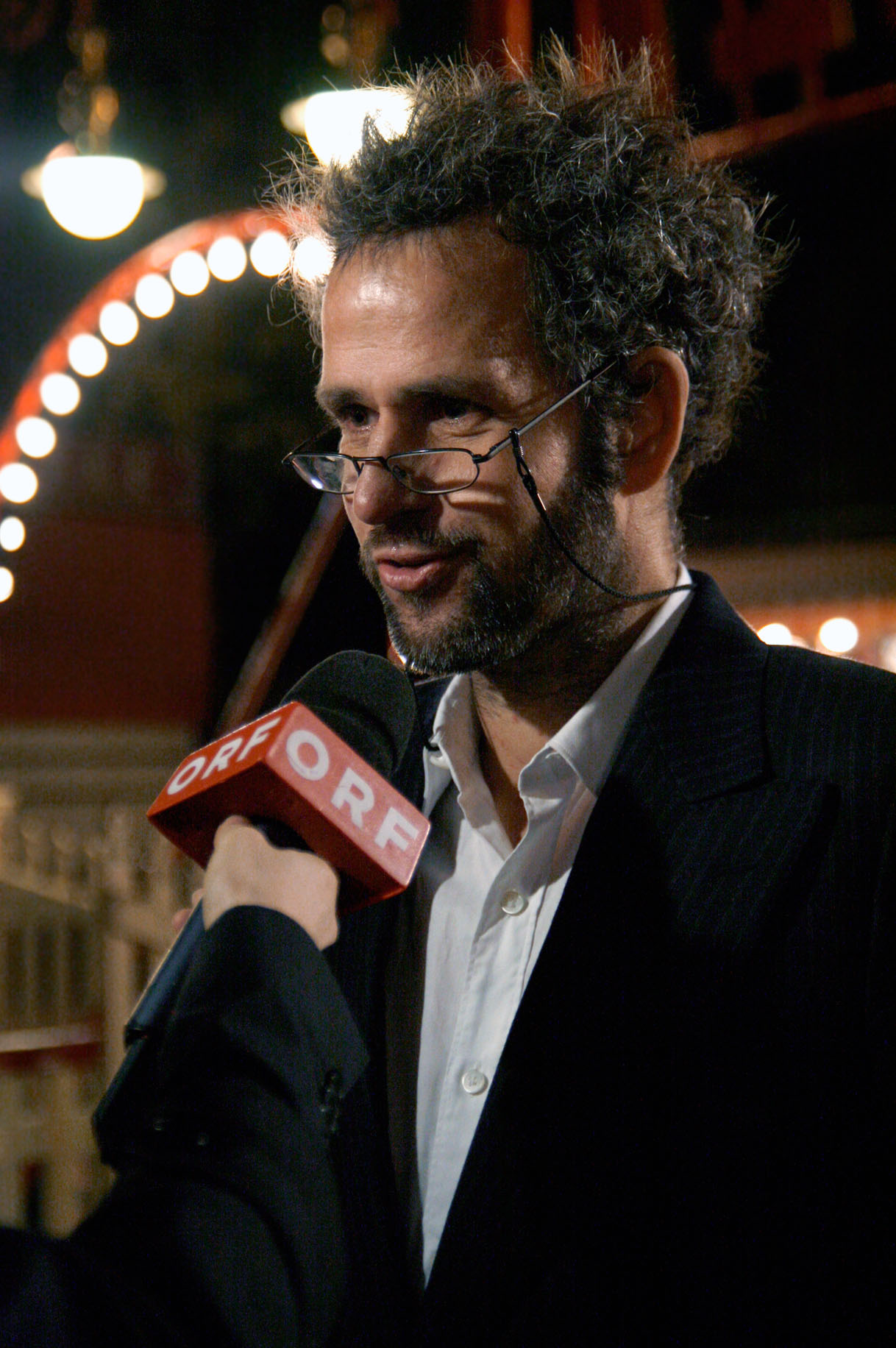
Christoph Schlingensief (1960–2010)

- Schlingensiepen, Hermann (1896–1980), deutscher evangelischer Theologe und Hochschullehrer
- Schlingensiepen, Johannes (1898–1980), deutscher evangelischer Theologe
- Schlingensiepen, Justus (* 1999), deutscher Schauspieler
- Schlingensiepen, Mark-Andreas (* 1956), deutscher Dirigent und Komponist
- Schlinger, Anton (1870–1912), österreichischer Politiker
- Schlinger, Roland (* 1982), österreichischer Handballspieler
- Schlinger, Sol (1926–2017), US-amerikanischer Jazzmusiker
- Schlingloff, Dieter (* 1928), deutscher Indologe
- Schlingmann, August (1901–1993), deutscher Politiker (SPD), MdL, Oberbürgermeister von Lüdenscheid
- Schlingmann, Dagmar (* 1960), deutsche Dramaturgin, Regisseurin und Intendantin
- Schlingmann, Daniel (* 1990), deutscher Handballspieler
- Schlingmann, Heinrich (* 1948), deutscher Politiker (CDU), MdL Mecklenburg-Vorpommern
- Schlink, Basilea (1904–2001), deutsche evangelische Ordensgründerin
- Schlink, Bernhard (* 1944), deutscher Schriftsteller und JuraprofessorBernhard Schlink (* 1944)

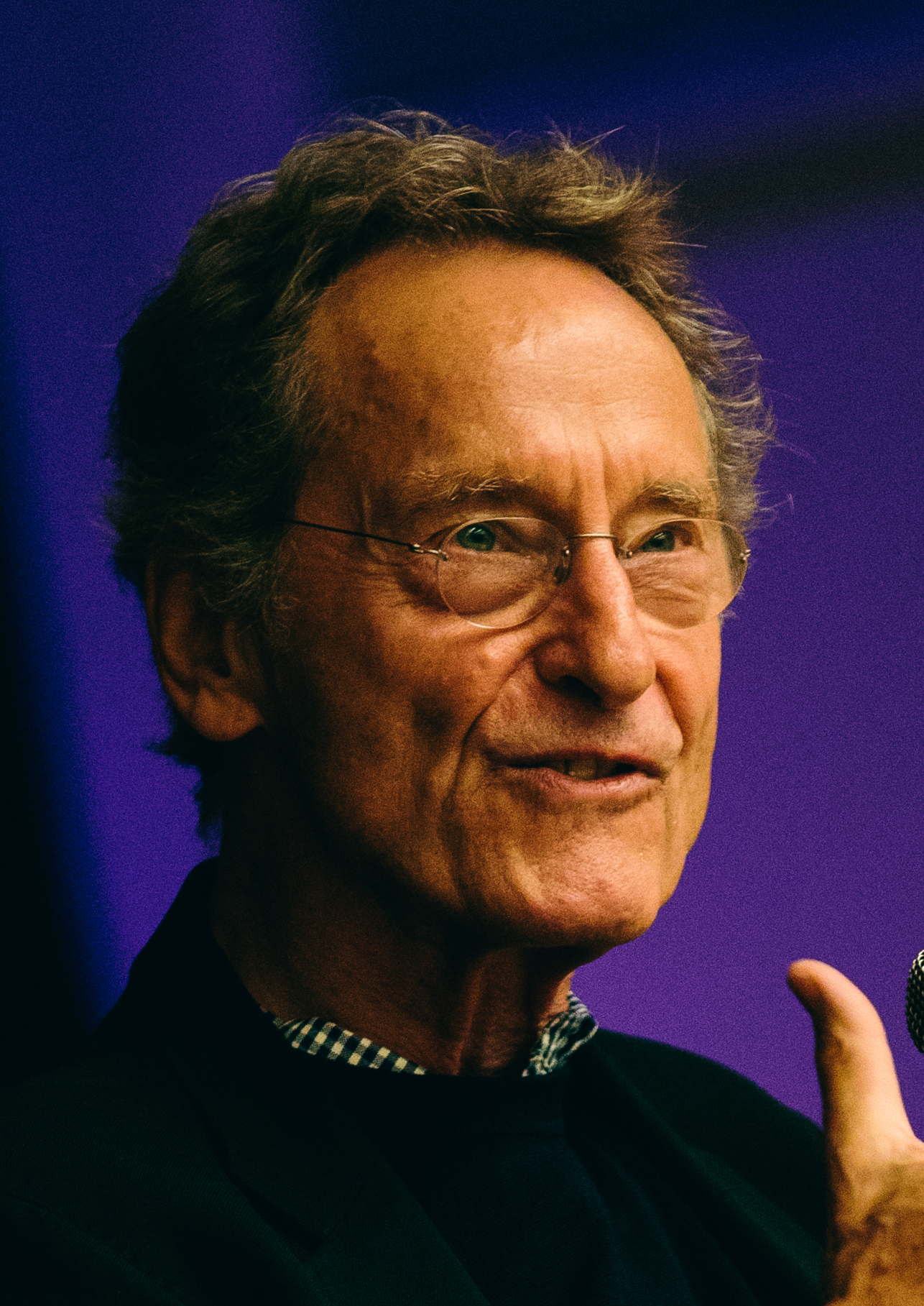
Bernhard Schlink (* 1944)

- Schlink, Edmund (1903–1984), deutscher lutherischer Theologe
- Schlink, Farah (* 1987), deutsche Journalistin und Fernsehmoderatorin
- Schlink, Herbert (1883–1962), australischer Mediziner, Krankenhausmanager, Gesundheitspolitiker und Wintersportler
- Schlink, Johann Heinrich (1793–1863), deutscher Anwalt, Mitglied der preußischen Nationalversammlung
- Schlink, Joseph (1831–1893), deutscher Ingenieur und Eisenhüttenmann
- Schlink, Wilhelm (1875–1968), deutscher Physiker und Hochschullehrer
- Schlink, Wilhelm (1939–2018), deutscher Kunsthistoriker
- Schlinker, Heribert (* 1936), deutscher Kinobetreiber und Kommunalpolitiker
- Schlinker, Steffen (* 1965), deutscher Jurist
- Schlinkert, Martha (1913–1979), deutsche Kinderbuchautorin
- Schlinkert, Norbert W. (* 1964), deutscher Schriftsteller und Kulturwissenschaftler
- Schlinkmeier, Ernst August (1881–1970), deutscher Politiker (DNVP, CDU), MdL
- Schlinske, Willi (1904–1969), deutscher Gitarrist und Musikpädagoge

### Schlip
- Schlipf, Daniel (* 1985), deutscher Moderator, Reporter und Sänger
- Schlipf, Eugen (1869–1943), deutscher Bildhauer
- Schlipf, Johann Adam (1796–1861), deutscher Landwirtschaftslehrer
- Schlipköter, Hans-Werner (1924–2010), deutscher Mediziner
- Schlippe, Arist von (* 1951), deutscher Psychotherapeut und Hochschullehrer
- Schlippe, Bernhard (1922–1998), deutscher Architekt und Denkmalpfleger
- Schlippe, Björn von (* 1966), deutscher Illustrator, Werbegrafiker und Kartonkünstler
- Schlippe, Joseph (1885–1970), deutscher Architekt, Stadtplaner und Baubeamter
- Schlippe, Karl von (1798–1867), russischer Chemiker und Fabrikant deutscher Herkunft
- Schlippenbach, Albert von (1800–1886), deutsch-baltischer Dichter
- Schlippenbach, Alexander von (* 1938), deutscher Jazz-Pianist, Arrangeur und KomponistAlexander von Schlippenbach (* 1938)

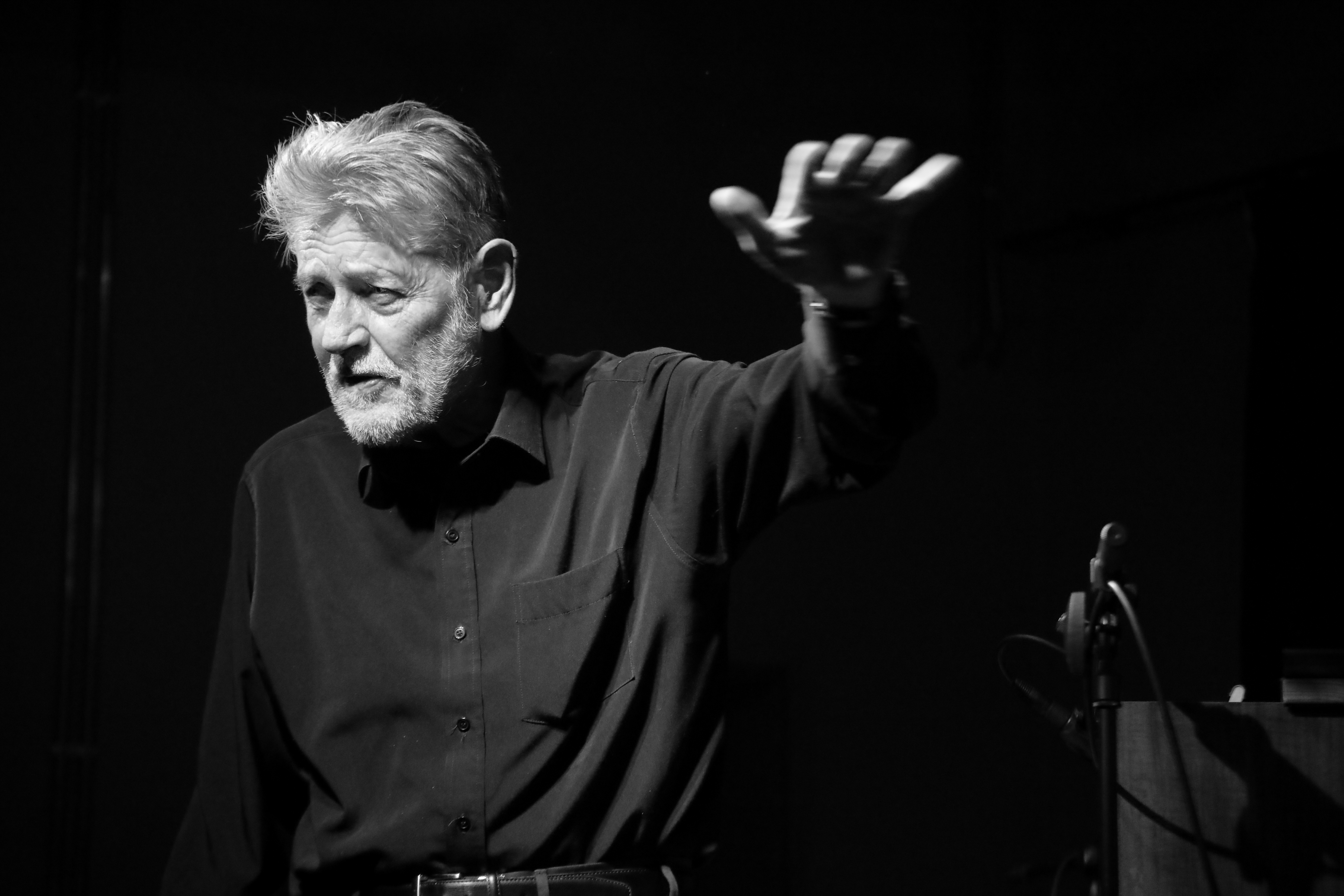
Alexander von Schlippenbach (* 1938)

- Schlippenbach, Carl Christoph von (1676–1734), preußischer Geheimer Staatsrat
- Schlippenbach, Christoph Karl von (1624–1660), schwedischer Offizier, Hofbeamter, Politiker und Diplomat
- Schlippenbach, Egon von (1914–1979), deutscher Militär, U-Boot-Kommandant im Zweiten Weltkrieg und Offizier der Bundesmarine
- Schlippenbach, Ernst von (1804–1885), preußischer Generalmajor
- Schlippenbach, Ferdinand von (1799–1866), preußischer Generalleutnant
- Schlippenbach, Gabriele von (1846–1937), deutsche Schriftstellerin
- Schlippenbach, Georg Christopher von (1645–1717), Oberrat im Herzogtum Kurland und Semgallen
- Schlippenbach, Karl Friedrich von (1658–1723), General der Kavallerie und Diplomat in brandenburgischen und schwedischen Diensten
- Schlippenbach, Karl von (1830–1908), preußischer General der Infanterie
- Schlippenbach, Paul von (1869–1933), deutscher Maler und Radierer
- Schlippenbach, Ulrich von (1774–1826), deutsch-baltischer Dichter und Schriftsteller
- Schlippenbach, Wolmar Anton von († 1739), schwedischer Generalgouverneur von Schwedisch-Estland (1704–1706)
- Schlipper, Günter (* 1962), deutscher Fußballspieler

### Schlis
- Schlissel, Yishai (* 1975), ultra-orthodoxer jüdischer Attentäter
- Schlißke, Andreas (* 1957), deutscher Leichtathlet
- Schlißke, Otto (* 1906), evangelischer Pfarrer und Autor

### Schlit
- Schlitpacher, Johannes (1403–1482), deutscher Benediktiner und Mönchstheologe, Vertreter der Melker Reform
- Schlitt, Adam (1913–1990), deutscher Philologe und Heimatforscher
- Schlitt, Ewald (1912–1942), deutscher Werftarbeiter, NS-Justizopfer
- Schlitt, Gerhard (* 1933), deutscher Architekt und Bibliothekar
- Schlitt, Hans Jürgen (* 1961), deutscher Chirurg
- Schlitt, Heinrich (1849–1923), deutscher Künstler
- Schlitt, Helmut (1934–2005), deutscher Jazztrompeter
- Schlitt, Herbert (1929–2019), deutscher Physiker und Professor für Regelungstechnik
- Schlitt, Karl Josef (1883–1960), deutscher Politiker (CDU), MdL
- Schlitt, Karl-Adolf (1918–2009), deutscher Marineoffizier, U-Boot-Kommandant, Landrat des Kreises Oldenburg in Holstein
- Schlitt, Michael (* 1958), deutscher Stiftungsdirektor
- Schlitt, Michael (* 1967), deutscher Rechtsanwalt, Fachbuchautor und Honorarprofessor
- Schlitte, Annika (* 1981), deutsche Philosophin
- Schlitte, Ernst Heinrich Alfred (1854–1913), deutscher Fotograf
- Schlitte, Friedrich (* 1820), deutscher Graveur, Holzstecher und Illustrator, Inhaber eines xylografischen Atelier in Leipzig
- Schlitte, Johann Gerhard (1683–1748), deutscher Rechtswissenschaftler
- Schlitte, Kevin (* 1981), deutscher Fußballspieler
- Schlitte, Matthias (* 1987), deutscher Armwrestler und Co-Kommentator für den Sportsender EurosportsMatthias Schlitte (* 1987)

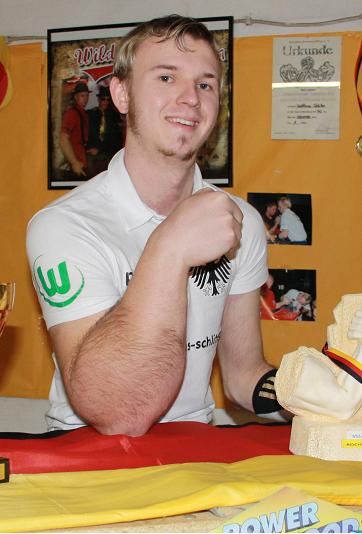
Matthias Schlitte (* 1987)

- Schlittenbauer, Sebastian (1874–1936), deutscher Politiker (BVP), MdR
- Schlitter, Duane A. (* 1942), US-amerikanischer Mammaloge
- Schlitter, Hans (1859–1945), österreichischer Historiker und Archivar
- Schlitter, Oscar (1868–1939), deutscher Bankier
- Schlitter, Oskar Hermann Artur (1904–1970), deutscher Diplomat
- Schlittgen, Hermann (1859–1930), deutscher Maler
- Schlittgen, Rainer (* 1946), deutscher Mathematiker und Hochschullehrer (Universität Hamburg)
- Schlittler, João (* 1985), brasilianischer Judoka
- Schlittmeier, Andreas (1920–2000), deutscher Politiker (SPD), MdL
- Schlitz genannt von Görtz, Carl Heinrich (1752–1826), kursächsischer Diplomat, hessischer Standesherr, regierender Graf
- Schlitz genannt von Görtz, Emil von (1851–1914), deutscher Bildhauer und Kulturpolitiker, hessischer Standesherr und Vertrauter Kaiser Wilhelms II.
- Schlitz genannt von Görtz, Friedrich Wilhelm (1793–1839), hessischer Standesherr, regierender Graf
- Schlitz genannt von Görtz, Wilhelm von (1882–1935), Landtagsabgeordneter Großherzogtum Hessen
- Schlitz, Else von (1882–1968), deutsches Opfer des Nationalsozialismus
- Schlitz, Friedrich Wilhelm von (1647–1728), Kammerpräsident, Geheimrat
- Schlitz, Georg von (1724–1797), Erbmarschall im Hochstift Fulda
- Schlitz, Johann von (1683–1747), Erbmarschall im Hochstift Fulda
- Schlitz, Joseph (1831–1875), deutsch-amerikanischer Brauunternehmer und Besitzer der Joseph Schlitz Brewing Company
- Schlitz, Karl Friedrich Adam von (1733–1797), preußischer General der Kavallerie, Chef des Kurassier-Regiments Nr. 8
- Schlitz, Karl von (1822–1885), deutscher Politiker und Standesherr im Großherzogtum Hessen
- Schlitz, Laura Amy (* 1955), US-amerikanische Kinder- und Jugendbuchautorin, Bibliothekarin
- Schlitz, Rudolf von (1884–1933), deutscher Adeliger, Rittmeister und Rittergutsbesitzer
- Schlitz, Sarah (* 1986), belgische Politikerin
- Schlitzberger, Udo (* 1946), deutscher Politiker (SPD), MdL
- Schlitzer, Zip (1962–2022), deutscher Musiker
- Schlitzie (1901–1971), US-amerikanischer geistig und körperlich behinderter DarstellerSchlitzie (1901–1971)

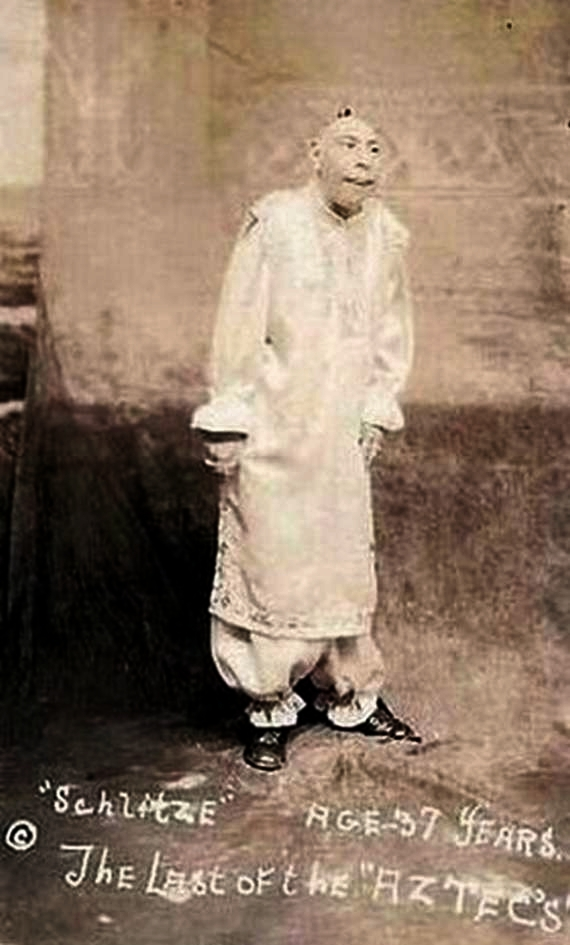
Schlitzie (1901–1971)

### Schliw
- Schliwa, Manfred (* 1945), deutscher Zellbiologe
- Schliwinski, Otto (1928–2024), deutscher Maler und Grafiker
- Schliwka, Dieter (* 1939), deutscher Lehrer und Schriftsteller
- Schliwka, Günter (1956–2023), deutscher Gewichtheber

### Schliz
- Schliz, Adolf (1813–1877), deutscher Stadtarzt
- Schliz, Alfred (1849–1915), deutscher Arzt und Anthropologe
- Schliz, Ferdinand Joseph (1778–1844), deutscher Verwaltungsjurist
- Schliz, Joseph Christian (1781–1861), württembergischer Oberamtmann und zeitweiliger Stadtdirektor von Stuttgart